# Bucculatrix salutatoria
Bucculatrix salutatoria är en fjärilsart som beskrevs av Braun 1925. Bucculatrix salutatoria ingår i släktet Bucculatrix och familjen kronmalar. Inga underarter finns listade i Catalogue of Life.